# Santa Rosa Segundo
Santa Rosa Segundo är en ort i Mexiko.   Den ligger i kommunen Felipe Carrillo Puerto och delstaten Quintana Roo, i den östra delen av landet, 1 100 km öster om huvudstaden Mexico City. Santa Rosa Segundo ligger 26 meter över havet och antalet invånare är 1 068.
Terrängen runt Santa Rosa Segundo är mycket platt. Runt Santa Rosa Segundo är det mycket glesbefolkat, med 4 invånare per kvadratkilometer. Santa Rosa Segundo är det största samhället i trakten. I omgivningarna runt Santa Rosa Segundo växer i huvudsak städsegrön lövskog.